# فرودگاه آب‌سنگ بیکینی
فرودگاه آب‌سنگ بیکینی (به انگلیسی: Bikini Atoll Airport) یک فرودگاه با کد یاتا BII است. این فرودگاه در جزیره بیکینی کشور جزایر مارشال قرار دارد.

## مقاصد وایرلاینر‌ها
| شرکت‌های هواپیمایی | مقصدهای پروازی                                                                 |
| ----------------- | ------------------------------------------------------------------------------ |
| ایر مارشال آیلندز | فرودگاه صحرایی ارتشی بوچولز، فرودگاه بین‌المللی اس جزیره مارشال، فرودگاه رانجلپ |